# Battaglia di Elandslaagte
La battaglia di Elandslaagte fu combattuta il 21 ottobre 1899 nella fase iniziale della seconda guerra boera sul fronte del Natal tra le truppe del British Army presenti nella colonia ed alcune formazioni boere.
I britannici, guidati dai generali Ian Hamilton e John French, attaccarono i commando boeri del comandante Johannes Kock che si erano imprudentemente avvicinati a nord-est di Ladysmith senza mantenere il collegamento con le altre colonne d'invasione. La battaglia terminò con la netta vittoria britannica; la fanteria assaltò e conquistò con un attacco frontale in ordine sparso le posizioni nemiche sulle colline e la cavalleria inseguì i boeri in fuga infliggendo notevoli perdite, lo stesso comandante Kock venne ucciso.
Nonostante l'esito favorevole della battaglia di Elandslaagte, l'avanzata delle altre colonne boere costrinse il generale George Stuart White, comandante superiore delle forze britanniche in Natal, a ripiegare con tutte le sue truppe verso Ladysmith dove, dopo una serie di sconfitte, sarebbe stato assediato a partire dal 2 novembre 1899.